# Manoir d'Argouges
 (janvier 2021).
Si vous disposez d'ouvrages ou d'articles de référence ou si vous connaissez des sites web de qualité traitant du thème abordé ici, merci de compléter l'article en donnant les références utiles à sa vérifiabilité et en les liant à la section « Notes et références ».
Le manoir d'Argouges est une demeure, en partie de la fin du XVe et du début du XVIe siècle, qui se dresse sur le territoire de la commune française de Vaux-sur-Aure dans le département du Calvados, en région Normandie. L'édifice, lieu de féerie avec la légende de la fée d'Argouges, dont l'empreinte d'un pied est encore visible, dit-on, sur le rebord d'une fenêtre du manoir, est classé au titre des monuments historiques.

## Localisation
Le manoir est situé, au bord de l'Aure, à 2,2 kilomètres au nord-nord-ouest de l'église Saint-Aubin de Vaux-sur-Aure, dans le département français du Calvados.

## Historique
Le fief de la puissante famille d'Argouges est mentionné pour la première fois au VIIIe siècle. L'histoire conserve la trace d'un Vaultier d'Argouges, un proche du duc de Normandie Guillaume le Bâtard qu'il nomme membre du conseil de régence lorsqu'il s'embarque pour aller conquérir l'Angleterre. En 1383, lors de la montre de Saint-Sauveur-le-Vicomte, Guillaume d'Argouges, chevalier, y comparaîtra accompagné de huit écuyers de sa compagnie, attestant de la puissance de cette famille.
Lors de la guerre de Cent Ans, le manoir est pillé et en partie détruit. Une garnison anglaise y aurait été massacrée par Du Guesclin. Le manoir est reconstruit à la fin du XVe siècle par Pierre d'Argouges, héritier de Jean d'Argouges et de Marie de Carbonnel-Canisy, qui avait en 1471 épousé Marie aux Épaules, belle-sœur de Madeleine de Dreux, apparenté à la famille royale. Parmi ses successeurs on relève Jean d'Argouges, curé de Banville, qui est en 1509 protonotaire apostolique, conseiller du roi et membre de l'Échiquier de Normandie, et qui épousa en 1550 Renée du Pont-Bellanger, qui lui apporta la baronnie de Rânes. Le château est alors délaissé au profit de Rânes et de Fleury-en-Bière.
Quasi-abandonné dès 1524, le déclin fait son œuvre. Joachim d’Argouges, dernier seigneur des lieux, vend le fief sous Louis XIII. L’acquéreur, Jean de Choisy, seigneur de Balleroy, fait préciser dans son état des lieux que « l’édifice est déjà devenu définitivement impropre à l’habitation » et installe seulement un métayer dans une partie secondaire. Cette seule présence évite cependant les habituels pillages de ce type de demeure délaissée et ce ne sont pas moins de onze cheminées monumentales que l’on peut encore aujourd’hui contempler[réf. nécessaire].
En 1632, Joachim d'Argouges, vend la seigneurie à Madeleine de Choisy, sœur de Jean de Choisy, comte de Choisy, seigneur de Balleroy et de Beaumont-le-Richard,.
En 1722, le manoir est acquis par Claude-Olivier Regnault, président trésorier de France à Caen.
Laure et Bertrand Levasseur, en 1983 en font l'acquisition. Très délabré et menaçant ruine, ils entreprennent alors sa restauration et la mise en valeur du domaine que Gustave Flaubert, parmi d’autres non moins célèbres, décrivait déjà comme « livré aux cochons[réf. nécessaire] ». Il n’est pourtant pas le seul à avoir souligné l’immense intérêt de ces lieux singulièrement préservés : Prosper Mérimée, à la suite de nombreux abbés savant du XVIIIe siècle, de même qu’Arcisse de Caumont, vantèrent le manoir d’Argouges.

## Description
Le manoir d'Argouges offre un exemple de transition entre une féodalité finissante et les débuts de la Renaissance. Entouré de douves en eau, c'est l'un des plus beaux manoirs médiévaux de Normandie. Il fut édifié à partir du XIVe siècle (mur d'enceinte et tour sud-est) continué au XVe (corps de logis, colombier, granges, écuries) modifié vers 1510 (corps de logis reconstruit, écuries restaurées, portail et deux tours ajoutées, au nord et à l'ouest, baies, cheminées et escalier refaits, deux grandes salles superposées commencées). Les travaux s'arrêtèrent en 1530 avant que soient achevés le Grand Escalier et les grandes salles. La famille d'Argouges se sépara du manoir en 1632 et il fut transformé en ferme. La salle basse devint écurie, la maison du jardinier devint fournil, etc. Onze cheminées furent néanmoins préservées. Arcisse de Caumont le remarqua, et il fit l'objet de tableaux et de lithographies à l'époque romantique. Le manoir s'organise autour d'une basse-cour et d'une haute-cour séparée par des douves.
Guère remanié depuis sa construction, c'est sa partie droite, enceinte de la cour et tour sud-est, qui seraient les plus anciennes, et remonteraient à la fin du XIVe siècle.
La partie gauche comprend notamment le châtelet d'entrée à double parement du début du XVIe siècle, avec porte piétonne et porte charretière à arc surbaissé surmontée de trois créneaux. Un modillon sculpté figurant la tête d'un homme est apposé au dessus et à gauche de la porte charretière. À côté du porche se trouve un four à pain.
Le logis seigneurial, ceint de douves et d'un petit mur d'enceinte, se présente sous la forme de deux pavillons bâti en pierre de Caen. Le pavillon de droite, a en son centre une tourelle polygonale, qui abrite un escalier secondaire, et qui se termine par une petite chambre en encorbellement caractéristique de la région du Bessin, et celui de gauche, une tourelle hexagonale avec une fenêtre centrale surmontée d'un fronton sculpté, plus basse que la précédente car inachevée. À noter que les deux tourelles affichent des décorations de style renaissance. Le logis s'éclaire majoritairement pas des fenêtres à meneaux. À l'intérieur, les enduits des murs sont d'origine. Un salon pavé de tomettes abrite une bibliothèque de style Louis XV et une cheminée royale offerte par François Ier pour son mariage en 1514.
Autour du logis, et l'entourant se dressent des dépendances ainsi qu'une tour d'angle couronnée de mâchicoulis et percée d'embrasures de tir, et une grosse tour servant de colombier avec 1 474 boulins. Les communs, dont un corps de garde, accessible grâce à un escalier en pierre, prennent place à l'extérieur des douves.
À proximité du manoir, et aujourd'hui sans toit, se dressent une église romane à la base avec des modifications gothiques épaulée de solides contreforts, dédiée à saint Pierre, et édifiée probablement à la place d'un fanum, (petit temple gallo-romain) et les fondations de l'ancienne chapelle seigneuriale, transformée en chapelle funéraire et contenant un sarcophage

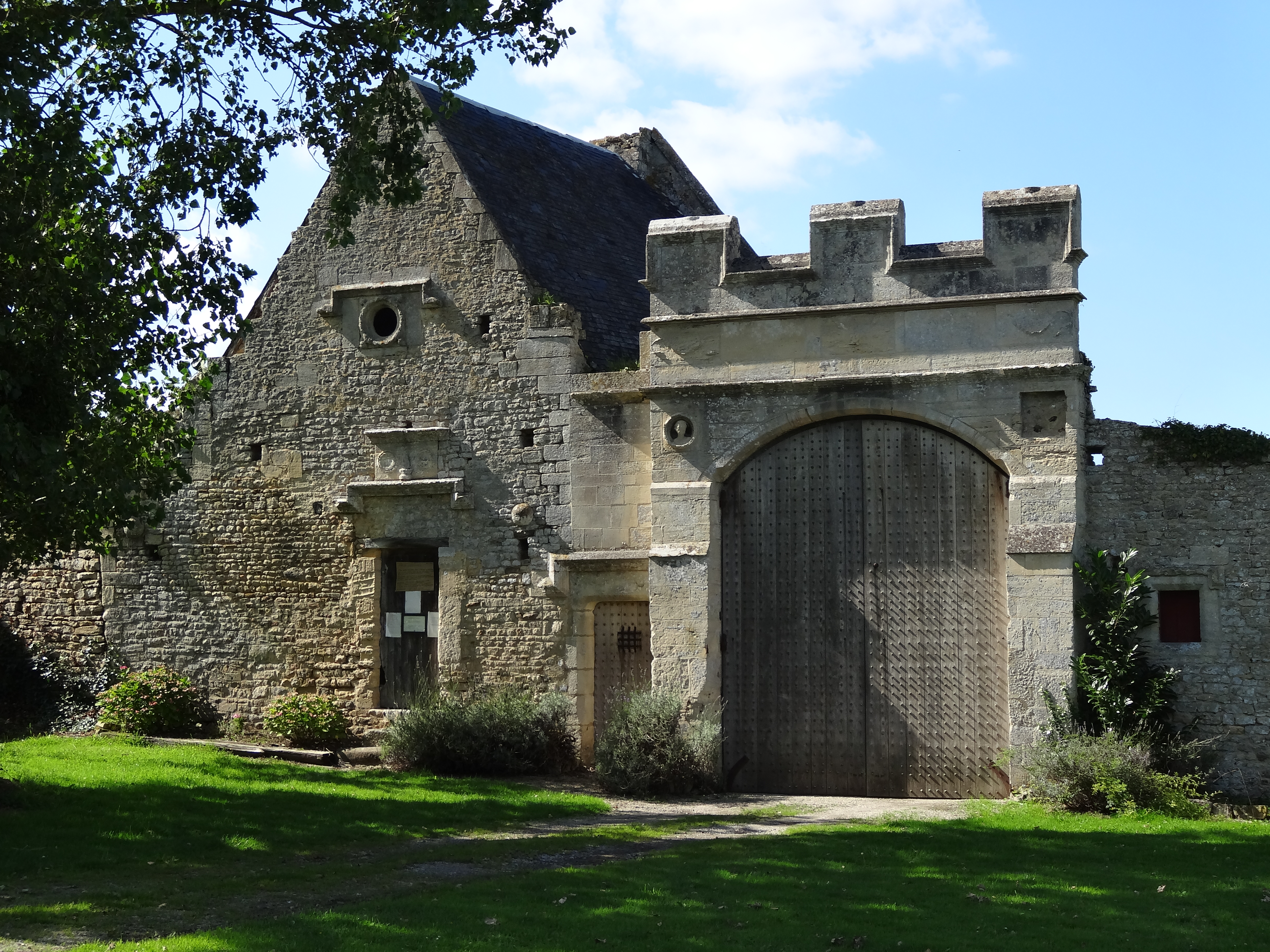
Le portail.
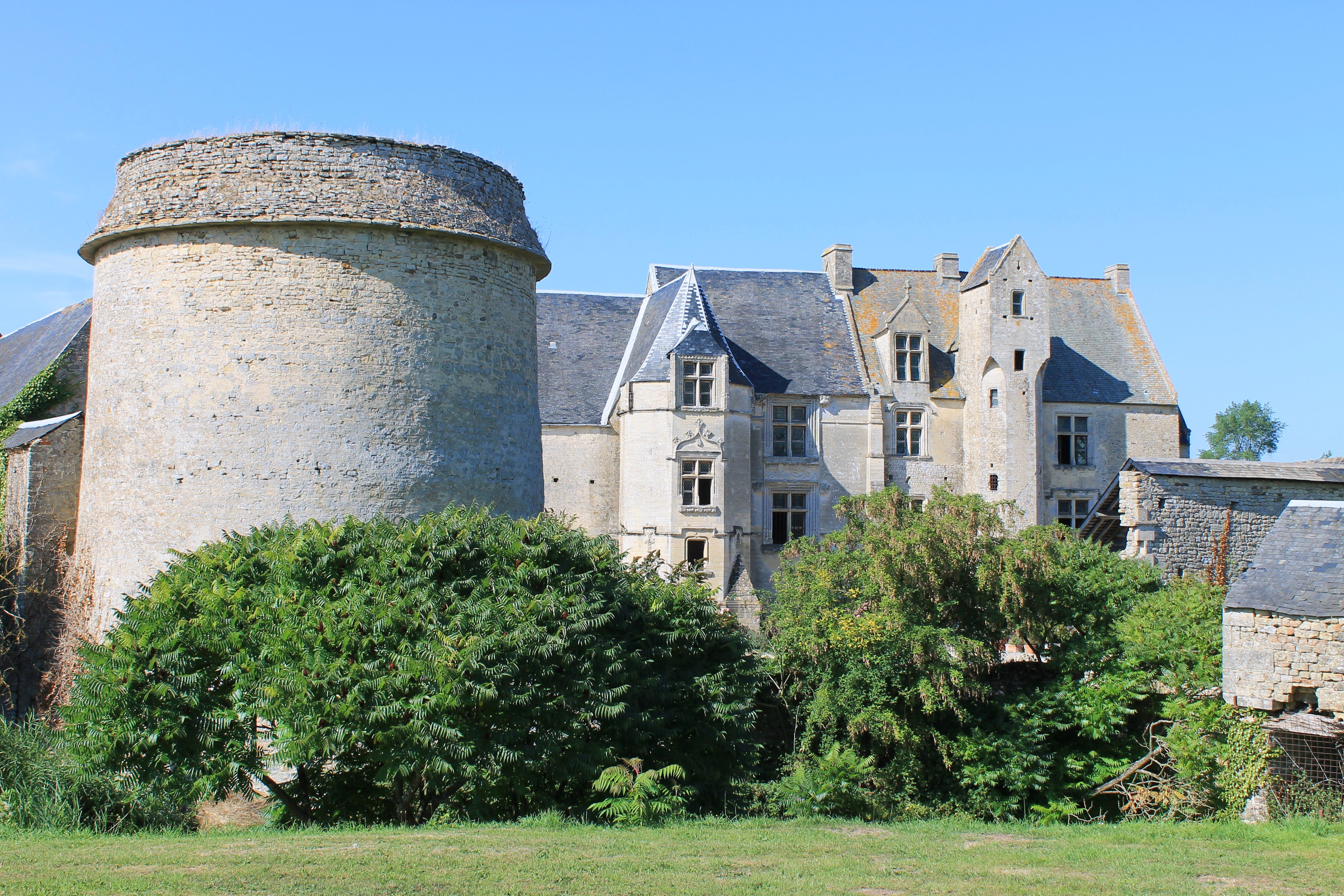
Le colombier et la façade.
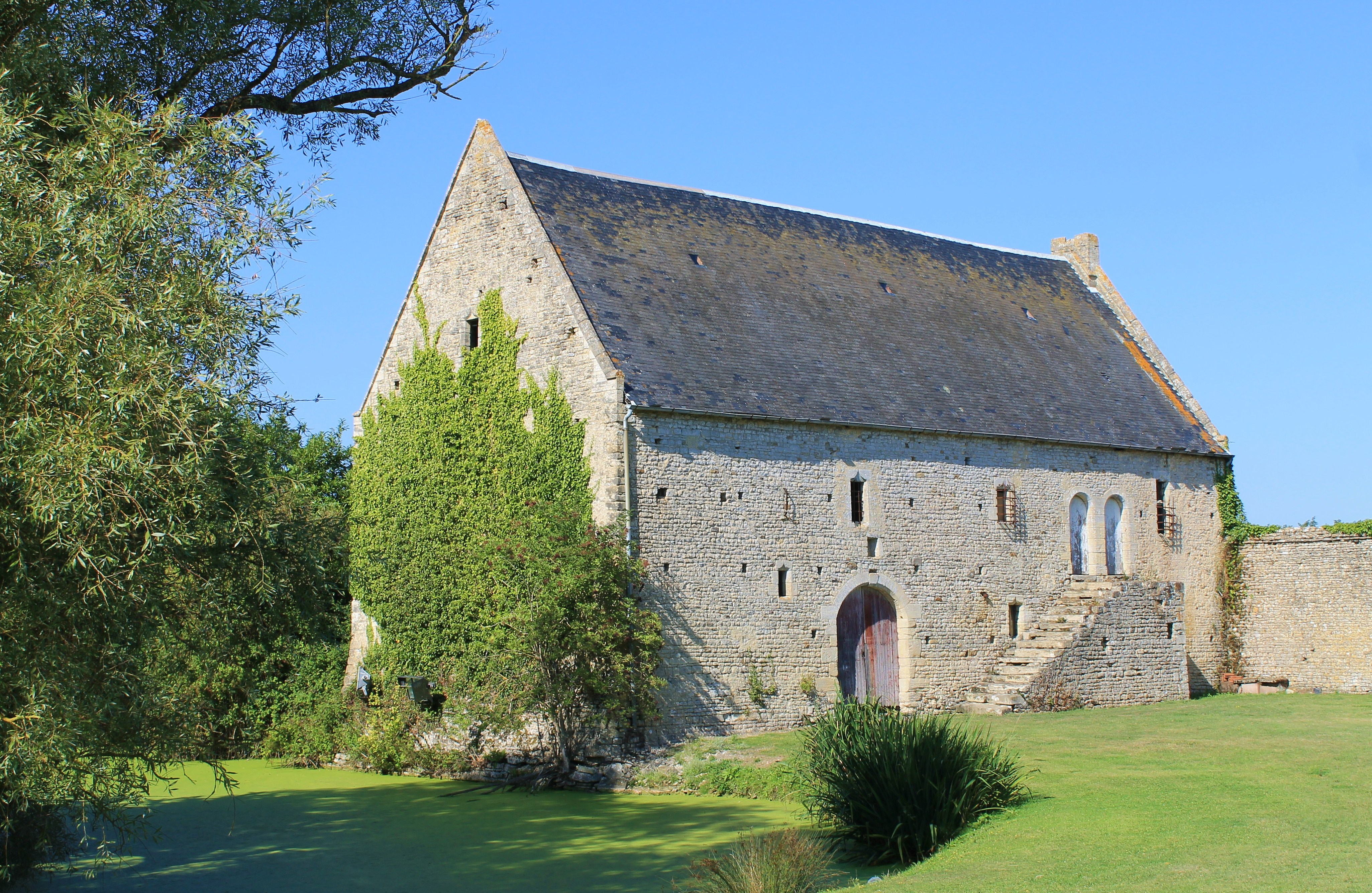
Le corps de garde.
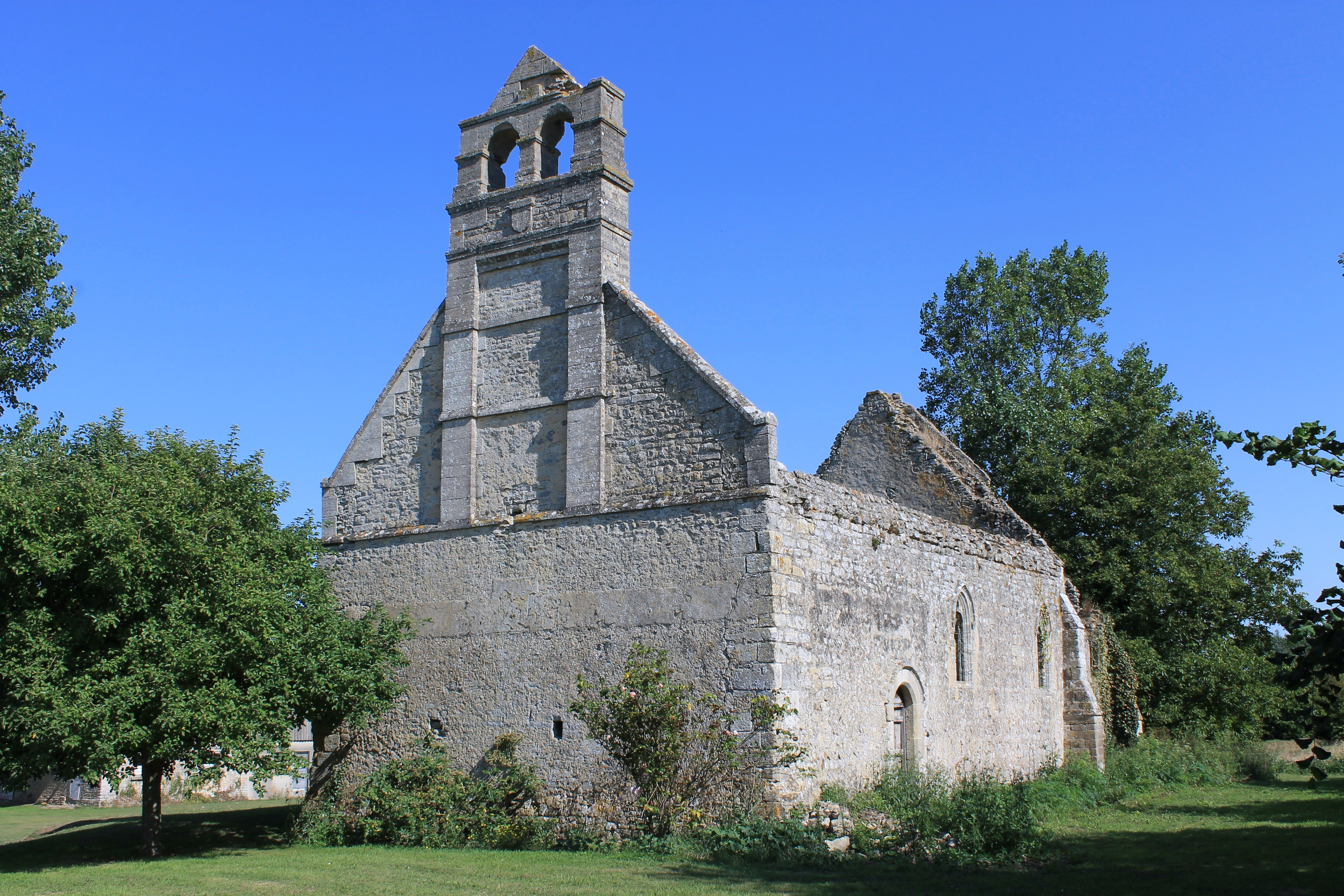
Les vestiges de l'église Saint-Pierre.

## Protection
L'ancien manoir est classé au titre des monuments historiques par décret du 27 juillet 1924,.

## Le manoir dans les arts et la culture
Le roman Normandie, été 76 de Seegan Mabesoone, Pippa Éditions (Paris), 2021  (ISBN 9782376790532) décrit un été passé au manoir d'Argouges.